# Вулька-Працька
Вулька-Працька (пол. Wólka Pracka) — село в Польщі, у гміні Пясечно Пясечинського повіту Мазовецького воєводства.
Населення — 167 осіб (2011).
У 1975-1998 роках село належало до Варшавського воєводства.

## Демографія
Демографічна структура станом на 31 березня 2011 року:
|          | Загалом | Допрацездатний вік | Працездатний вік | Постпрацездатний вік |
| -------- | ------- | ------------------ | ---------------- | -------------------- |
| Чоловіки | 86      | 24                 | 50               | 12                   |
| Жінки    | 81      | 14                 | 46               | 21                   |
| Разом    | 167     | 38                 | 96               | 33                   |